# Hărman
Hărman (deutsch Honigberg, siebenbürgisch-sächsisch Hooentschprich, ungarisch Szászhermány auch Hermány) ist eine Gemeinde im Kreis Brașov und ein gleichnamiger Hauptort in der Region Siebenbürgen in Rumänien.

## Geographische Lage

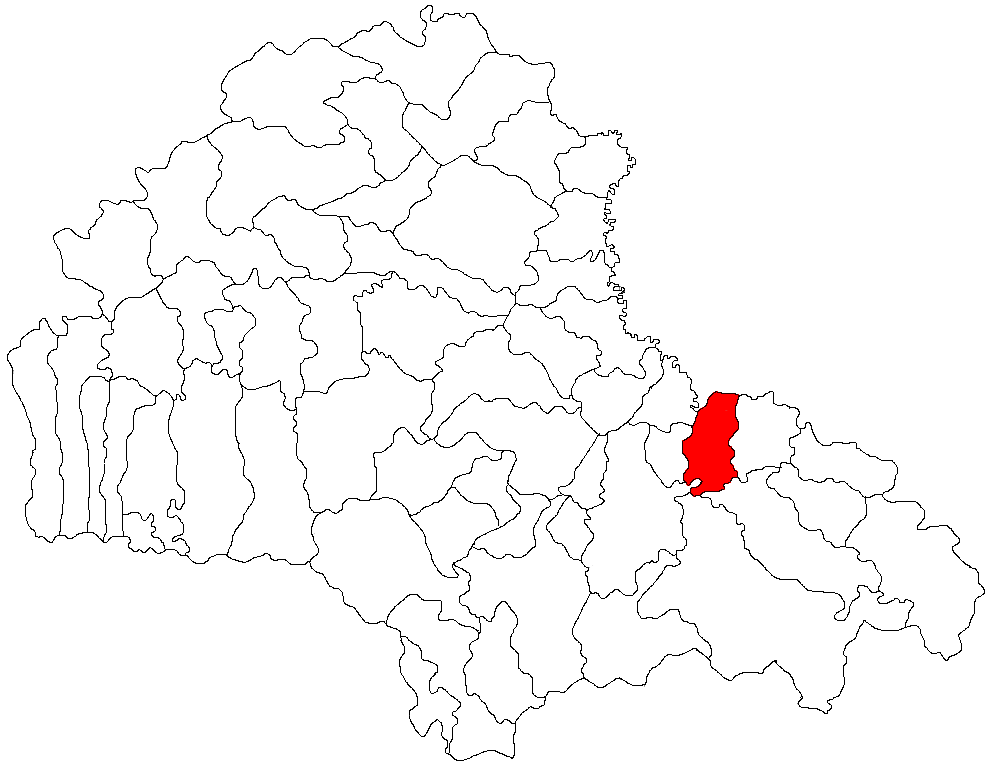
Lage der Gemeinde Hărman im Kreis Brașov

Die Gemeinde Hărman liegt in der historischen Region Burzenland im Osten des Kreises Brașov. Das Gemeindezentrum liegt an der Nationalstraße DN 11, etwa 12 Kilometer nordöstlich von der Kreishauptstadt Brașov (Kronstadt) entfernt. Des Weiteren liegt Hărman an den Bahnstrecken Brașov–Târgu Secuiesc und Brașov–Întorsura Buzăului.

## Geschichte
Der ungarische König Andreas II. verlieh 1211 das Burzenland dem Deutschen Ritterorden, der sich hier niederließ, Burgen baute, deutsche Siedler ins Land brachte und Dörfer gründete, darunter auch Honigberg. Nach Auseinandersetzungen mit dem König wurde der Orden 1225 aus dem Burzenland wieder vertrieben, aber die deutschen Siedlungen blieben bestehen (mehr dazu hier).
Die erste urkundliche Erwähnung erfolgte 1240 unter Mons Mellis („Berg aus Honig“). Damals verlieh König Bela IV. dem Zisterzienserorden das Patronat über die Kirchen von Marienburg, Petersberg, Honigberg und Tartlau.
Im Jahre 2009 wurden noch 111 Mitglieder der evangelischen Gemeinde gezählt (Siebenbürger Sachsen).

## Demografie
Die Bevölkerungsentwicklung der Gemeinde Hărman:
| 1850 | 2.031 | 644   | 12  | 1.252 | 123             |
| 1930 | 2.968 | 1.490 | 147 | 1.328 | 3               |
| 1977 | 5.778 | 4.414 | 168 | 1.129 | 67              |
| 2002 | 4.425 | 3.955 | 113 | 105   | 252             |
| 2011 | 5.402 | 4.719 | 123 | 66    | 494 (Roma 247)  |
| 2021 | 7.154 | 5.861 | 139 | 38    | 1.116 (Roma 87) |

Seit 1850 wurde auf dem Gebiet der heutigen Gemeinde die höchste Einwohnerzahl 1977 ermittelt. Die höchste Bevölkerungszahl der Rumänen wurde 2011, der Siebenbürgersachsen (1.359) wurde 1941, die der Magyaren (169) 1966 und die der Roma (249) 2002 registriert. Bei einigen Aufnahmen bekannten sich auch je ein Bewohner als Ukrainer, Serbe oder als Slowake.

## Sehenswürdigkeiten
Bedeutend ist die ab etwa 1280 errichtete Kirchenburg, die eine Orgel von Johannes Prause birgt. Sie wurde nach romanischem Bauempfinden begonnen und mit vielen gotischen Bauelementen vollendet. Eine interessante Eigentümlichkeit der Kirche bilden die Vorratskammern, die sich wie Schwalbennester unter der Traufe an das Mittelschiff schmiegen. Der Glockenturm mit seinen acht Geschossen – mit 52 m der höchste im Burzenland – befindet sich im Westteil des Mittelschiffes und wird von den beiden Seitenschiffen flankiert.
Die Kirchenburg ist mit ihrer Ausdehnung von 14.526 m² und einem Umfang von 430 m (ohne den heute nicht mehr erkennbaren dritten Mauergürtel) in der Fläche eine der größten Kirchenburgen Siebenbürgens. Der dreifache Mauergürtel um die Kirche ist ungefähr kreisrund. Der innere Bering ist 12 m hoch und an der Basis 4 m stark. Die Ringmauer ist mit sieben viergeschossigen Türmen versehen, die an ihren Außenecken mit 4–5 m hohen Mauern verbunden sind und dadurch einen Zwinger bilden. Der größte der sieben Ringmauer-Türme ist der Fleischerturm. Der östliche Turm hat als einziger ein Pultdach und beherbergt eine mit hervorragend restaurierten, flächendeckenden Wandmalereien ausgestattete Kapelle aus dem 15. Jahrhundert. Bei der Darstellung des Jüngsten Gerichtes handelt es sich um eines der wertvollsten Malerei-Ensembles aus siebenbürgischen Kultstätten.
Die Kirchenburg konnte sowohl vom moldauischen Fürsten Ștefan Rareș 1552 als auch 1600 von  Michael dem Tapferen und 1612 von Gabriel Bethlen nicht eingenommen werden. Unweit östlich liegt Prejmer, deutsch Tartlau, mit einer ähnlich wichtigen Kirchenburg, beides Beispiele von Flachlandburgen.